# Murtosa
Murtosa (muɾ'tɔzɐ) è un comune portoghese di 9 458 abitanti situato nel distretto di Aveiro.

## Società

### Evoluzione demografica
| 1930  | 1960  | 1981 | 1991 | 2001 | 2004 | 2006 |
| 13310 | 12328 | 9816 | 9579 | 9458 | 9657 | 9804 |

## Freguesias
- Bunheiro
- Monte
- Murtosa
- Torreira